# سالواتوره رومانو (بازیکن فوتبال)
سالواتوره رومانو (انگلیسی: Salvatore Romano؛ زادهٔ ۱۵ اکتبر ۱۹۶۷) بازیکن فوتبال اهل ایتالیا است.
از باشگاه‌هایی که در آن بازی کرده‌است می‌توان به باشگاه فوتبال زوریخ اشاره کرد.